# Yōsuke Fujigaya
Yōsuke Fujigaya (jap. 藤ヶ谷 陽介, Fujigaya Yōsuke; * 13. Februar 1981 in Hamamatsu, Präfektur Shizuoka) ist ein japanischer Fußballspieler.

## Laufbahn
Fujigaya begann mit dem Fußball während seiner Grundschulzeit im Verein Nakanomachi Soccer Sports Shōnendan und spielte dann in der Mannschaft an seiner Tenryū-Mittelschule. Danach wechselte er auf die acht Kilometer entfernte Oberschule Iwata-Ost (Iwata-Higashi), die bereits mehrere Profifußballer hervorgebracht hat. Nach seinem Schulabschluss wurde er 1999 vom Zweitligisten Consadole Sapporo unter Vertrag genommen, mit dem er in die 1. Liga aufstieg, wechselte dann 2005 zu Gamba Osaka mit einer kurzen Unterbrechung 2014 zu Júbilo Iwata.
Fujigaya war Mitglied der japanischen U-19- und U-20-Auswahl, mit der er sich für die Junioren-Fußballweltmeisterschaft 2001 qualifizierte, und nahm mit der U-23-Auswahl an den Asienspielen 2002 teil.

## Errungene Titel
- J. League: 2005
- Kaiserpokal: 2008, 2009
- J. League Cup: 2007